# Volta a Irlanda
La Volta a Irlanda (en anglès Tour of Ireland) fou una competició ciclista per etapes que es disputà per les carreteres d'Irlanda durant el mes d'agost.
La primera edició es disputà el 1953. Durant la seva història va tenir nombroses interrupcions en la seva celebració. El 2009 fou la darrera edició celebrada. Des del 2007 formava part de l'UCI Europe Tour. Sean Kelly, amb quatre victòries, és el ciclista que més vegades l'ha guanyat.

## Palmarès
| Any  | Vencedor          | Segon                | Tercer           |
| ---- | ----------------- | -------------------- | ---------------- |
| 1953 | Brian Haskell     | John Perks           | Andrew Walker    |
| 1954 | Bernard Pusey     | Shay Elliott         | Tony Hoar        |
| 1955 | Brian Haskell     | John Lackey          | Jim Grieves      |
| 1956 | James Rae         | Bill Hodgson         | William Best     |
| 1965 | Brian Jolly       |                      |                  |
| 1966 | Barry Lawton      |                      |                  |
| 1967 | Nigel Dean        | Reggie Kearns        |                  |
| 1968 | Peter Doyle       | Doug Dailey          | Dave Kane        |
| 1969 | Morrison Foster   | Joe Smyth            | Stanislaw Gazda  |
| 1970 | Paul Elliot       | Bob Crayford         | Noel Gallagher   |
| 1971 | Doug Dailey       | Peter Doyle          | Bruce Biddle     |
| 1972 | Liam Henry Horner | Dave Beattie         | Joël Mattens     |
| 1973 | Doug Dailey       | John Clewarth        | John Howard      |
| 1974 | Tony Lally        | Hans Wüthrich        | Jacob Langen     |
| 1975 | Patrick McQuaid   | Archie Cunningham    | Alan McCormack   |
| 1976 | Patrick McQuaid   | Juan José Moral      |                  |
| 1977 | Ángel Arroyo      | Sergey Shelpakov     |                  |
| 1978 | John Shortt       |                      |                  |
| 1979 | Ron Hayman        |                      |                  |
| 1980 | Dave Cumming      |                      |                  |
| 1981 | William Kerr      |                      |                  |
| 1982 | William Kerr      |                      |                  |
| 1984 | Bob Downs         |                      |                  |
| 1985 | Sean Kelly        | Adri Van Der Poel    | Teun Van Vliet   |
| 1986 | Sean Kelly        | Steve Bauer          | Kim Andersen     |
| 1987 | Sean Kelly        | Stephen Roche        | Heinz Imboden    |
| 1988 | Rolf Gölz         | Malcolm Elliott      | Sean Kelly       |
| 1989 | Eric Vanderaerden | Charly Mottet        | Thomas Wegmüller |
| 1990 | Erik Breukink     | Johan Museeuw        | Sean Yates       |
| 1991 | Sean Kelly        | Sean Yates           | Johan Museeuw    |
| 1992 | Phil Anderson     | Raúl Alcalá          | Andrei Txmil     |
| 2007 | Stijn Vandenbergh | Marcus Ljungqvist    | Aaron Olsen      |
| 2008 | Marco Pinotti     | Russell Downing      | Julian Dean      |
| 2009 | Russell Downing   | Lars Petter Nordhaug | Matti Breschel   |